# فرایند شبه‌تعادلی
فرآیند شبه‌تعادلی (به انگلیسی: Quasistatic process) یا فرآیند شبه‌ایستا (به انگلیسی: Quasistatic process) به فرآیندی گفته می‌شود که به حدی آرام انجام شود که در آن اختلاف حالت‌هایی که سیستم در حین تعادل از آنها عبور می‌کند، از حالت تعادلی تا حد قابل چشم‌پوشی کوچک باشد. لازمهٔ فرآیند شبه‌تعادلی، کوچک بودن زمان لازم برای رسیدن سیستم به تعادل پس از هر تغییر کوچک در حالت سیستم در مقایسه با مقیاس زمانی فرآیند است. این باعث می‌شود که در فرآیند خواص سیستم در تمامی قسمت‌های آن یکسان باشد.